# Gonospora mercieri
Gonospora mercieri is een soort in de taxonomische indeling van de Myzozoa, een stam van microscopische parasitaire dieren. Het organisme komt uit het geslacht Gonospora en behoort tot de familie Urosporidae. Gonospora mercieri werd in 1912 ontdekt door Cuenot.